# Amt Hagenow-Land
L'Amt Hagenow-Land est un Amt de l'arrondissement de Ludwigslust-Parchim dans le Land de Mecklembourg-Poméranie-Occidentale, dans le Nord de l'Allemagne.

## Communes
1. Alt Zachun (367)
2. Bandenitz (468)
3. Belsch (219)
4. Bobzin (261)
5. Bresegard bei Picher (308)
6. Gammelin (452)
7. Groß Krams (168)
8. Hoort (582)
9. Hülseburg (162)
10. Kirch Jesar (631)
11. Kuhstorf (758)
12. Moraas (488)
13. Pätow-Steegen (370)
14. Picher(642)
15. Pritzier(420)
16. Redefin(556)
17. Setzin(471)
18. Strohkirchen(321)
19. Toddin (479)
20. Warlitz (419)

## Source et références
- (de) Cet article est partiellement ou en totalité issu de l’article de Wikipédia en allemand intitulé « Amt Hagenow-Land » (voir la liste des auteurs).